# Pneumonie
Pneumonia este o afecțiune inflamatorie a plămânilor care afectează în primul rând micile cavități cu aer cunoscute sub denumirea de alveole. De obicei, este provocată de o infecție cu virusuri sau cu bacterii și mai rar, de alte microorganisme, de anumite medicamente și de alte afecțiuni, cum ar fi bolile autoimune.
Simptomele tipice includ tuse, durere în piept, febră și respirație grea. Instrumentele de diagnosticare includ radiografia și cultura sputei. Pentru prevenirea anumitor tipuri de pneumonie sunt disponibile vaccinuri. Tratamentul depinde de cauza subiacentă. Pneumonia bacteriană presupusă se tratează cu antibiotice. În cazul în care pneumonia este gravă, persoana afectată este în general internată în spital.
Anual, pneumonia afectează aproximativ 450 de milioane de persoane, șapte procente din populația totală a lumii și provoacă 4 milioane de decese. Deși pneumonia era considerată de William Osler, în secolul al XIX-lea, drept „principala cauză de deces”, introducerea, în secolul al XX-lea, a terapiei cu antibiotice și a vaccinurilor a contribuit la îmbunătățirea ratei de supraviețuire. Cu toate acestea, în țările în curs de dezvoltare, precum și în rândul persoanelor foarte în vârstă, foarte tinere sau care suferă de boli cronice, pneumonia rămâne principala cauză de deces.

## Semne și simptome
| Frecvența simptomelor | Frecvența simptomelor |
| Simptom               | Frecvență             |
| --------------------- | --------------------- |
| Tuse                  | 79–91%                |
| Oboseală              | 90%                   |
| Febră                 | 71–75%                |
| Dispnee               | 67–75%                |
| Spută                 | 60–65%                |
| Durere în piept       | 39–49%                |

Principalele simptome ale pneumoniei infecțioase

Persoanele cu pneumonie infecțioasă au, deseori, tuse productivă, febră însoțită de frisoane, dispnee, durere în piept, ascuțită sau sub formă de junghiuri, în timpul inspirației profunde, și o rată a respirației crescută. La persoanele în vârstă, confuzia poate fi cel mai important semn. Semnele și simptomele tipice la copiii sub cinci ani sunt febra, tusea și respirația grea și rapidă.
Febra nu este foarte specifică, deoarece apare în multe alte boli comune și poate lipsi la cei care suferă de o boală gravă sau de malnutriție. În plus, tusea lipsește, frecvent, la copiii sub două luni. Semnele și simptomele mai grave pot include: colorație albăstruie a pielii, sete diminuată, convulsii, vomă persistentă, valori extreme ale temperaturii sau un nivel diminuat al stării de conștiență.
Cazurile de pneumonie bacteriană și virală prezintă, de obicei, simptome similare. Unele cauze sunt asociate cu caracteristici clinice clasice, dar nespecifice. Pneumonia cauzată de Legionella se poate manifesta cu dureri abdominale, diaree sau stare de confuzie, în timp ce pneumonia cauzată de Streptococcus pneumoniae este asociată cu spută de culoare ruginie iar pneumonia cauzată de Klebsiella poate avea spută cu sânge, descrisă deseori ca având aspect de „peltea de coacăze”. Sputa cu sânge (denumităhemoptizie) poate însoți, de asemenea,  tuberculoza, pneumonia cu bacterii gram-negative și abcesele pulmonare, precum și, mai frecvent, bronșita acută. Pneumonia cu micoplasme se poate manifesta în asociație cu umflarea ganglionilor limfatici la nivelul gâtului, dureri articulare sau o infecție a urechii medii. Pneumonia virală este însoțită de respirație șuierătoare mai frecvent decât pneumonia bacteriană.

## Cauze

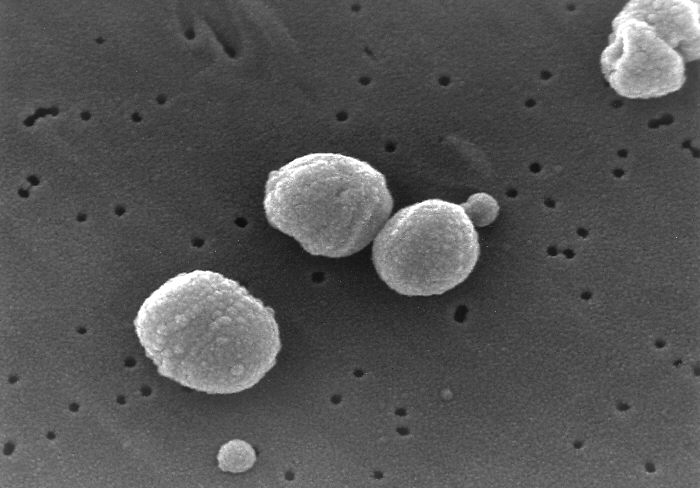
Bacteria Streptococcus pneumoniae, o cauză frecventă a pneumoniei, observată prin microscop electronic

Pneumonia este provocată, în primul rând, de infecții cauzate de bacterii sau de virusuri și, mai rar, de ciuperci și paraziți. Deși au fost identificate peste 100 de tipuri de agenți infecțioși, numai câteva sunt responsabile pentru majoritatea cazurilor. Infecțiile mixte, atât cu virusuri, cât și cu bacterii, pot apărea în până la 45% dintre infecții la copii și în până la 15% dintre infecții la adulți. Agentul cauzal nu poate fi izolat în aproximativ jumătate dintre cazuri, în pofida unor teste atente.
Uneori, termenul pneumonie se aplică, în sens mai larg, oricărei afecțiuni care are ca rezultat inflamarea plămânilor (cauzată, de exemplu, de bolile autoimune, de arsurile chimice sau de reacțiile la medicamente); totuși, mai corect, această inflamație este denumită pneumonită. Istoric, agenții infecțioși erau împărțiți în „tipici” și „atipici”, pe baza manifestărilor prezumate ale acestora, dar dovezile nu au susținut această distincție, astfel încât nu mai este evidențiată.
Afecțiunile și factorii de risc care predispun la pneumonie includ: fumatul, deficiența imunitară, alcoolismul, boala pulmonară obstructivă cronică, boala renală cronică și boala hepatică. Folosirea medicamentelor pentru atenuarea acidității – cum sunt inhibitorii pompei de protoni sau antagoniștii receptorilor H2 – este asociată cu un risc crescut de pneumonie. Vârsta înaintată predispune, de asemenea, la pneumonie.

### Bacterii
Bacteriile constituie cea mai frecventă cauză a pneumoniei dobândite în comunitate (PDC), cu Streptococcus pneumoniae izolat în aproape 50% dintre cazuri. Alte bacterii izolate frecvent includ: Haemophilus influenzae, în 20% dintre cazuri, Chlamydophila pneumoniae, în 13% dintre cazuri, Mycoplasma pneumoniae, în 3% dintre cazuri, Staphylococcus aureus, Moraxella catarrhalis, Legionella pneumophila și bacilii gram-negativi. Unele versiuni rezistente la medicamente ale infecțiilor de mai sus devin tot mai frecvente, inclusiv Streptococcus pneumoniae rezistent la medicamente (SPRM) și Staphylococcus aureus rezistent la meticilină (SARM).
Răspândirea organismelor este facilitată în prezența factorilor de risc. Alcoolismul este asociat cu Streptococcus pneumoniae, organismele anaerobice și Mycobacterium tuberculosis; fumatul facilitează efectele bacteriilor Streptococcus pneumoniae, Haemophilus influenzae, Moraxella catarrhalis și  Legionella pneumophila. Expunerea la păsări este asociată cu Chlamydia psittaci, la animalele de fermă, cu Coxiella burnetti, la aspirarea conținutului stomacului, cu organismele anaerobice și la fibroza chistică, cu Pseudomonas aeruginosa și Staphylococcus aureus.Streptococcus pneumoniae este mai frecvent iarna și ar trebui suspectat la persoanele care aspiră o cantitate mare de organisme anaerobice.

### Virusuri
La adulți, virusurile sunt cauza a aproximativ o treime dintre cazurile de pneumonie, iar la copii, a aproximativ 15% dintre cazuri. În mod obișnuit, agenții implicați includ: rinovirusurile, coronavirusurile, virusul gripal, virusul sincițial respirator (VSR), adenovirusul și virusul paragripal. Virusul herpes simplex este rareori cauza pneumoniei, cu excepția unor grupuri cum sunt: nou-născuți, persoane cu cancer, beneficiari de transplant și persoane cu arsuri semnificative. Persoanele care au suferit un transplant de organe sau care sunt altfel imunocompromise prezintă o frecvență ridicată a pneumoniei cauzate de citomegalovirus. Cele cu infecții virale pot fi infectate secundar cu bacteriile Streptococcus pneumoniae, Staphylococcus aureus sau Haemophilus influenzae, în special în cazul în care sunt prezente și alte probleme de sănătate. În diferitele perioade ale anului predomină diferite virusuri; de exemplu, în sezonul gripei, gripa poate fi cauza a peste jumătate dintre toate cazurile virale. Ocazional, apar focare și ale altor virusuri, inclusiv ale hantavirusurilor și ale coronavirusurilor.

### Ciuperci
Pneumonia micotică nu este frecventă, dar apare mai frecvent la persoanele cu sistem imunitar slăbit din cauzaSIDA, a medicamentelor imunodepresive sau a altor probleme medicale. Aceasta este determinată mai frecvent de Histoplasma capsulatum, blastomyces, Cryptococcus neoformans, Pneumocystis jiroveci și Coccidioides immitis. Histoplasmoza este cel mai frecventă în bazinul fluviului Mississippi, iar coccidioidomicoza este cel mai frecventă în sud-vestul Statelor Unite. Numărul cazurilor a crescut în a doua jumătate a secolului al XX-lea ca urmare a intensificării deplasărilor și a creșterii frecvenței imunosupresiei în rândul populației.

### Paraziți
Diverși paraziți pot afecta plămânii, inclusiv: Toxoplasma gondii, Strongyloides stercoralis, Ascaris lumbricoides și Plasmodium malariae. Aceste organisme pătrund în organismul uman, de regulă, prin contactul direct cu pielea, prin înghițire sau prin intermediul unei insecte vector. Cu excepția Paragonimus westermani, majoritatea paraziților nu afectează în mod specific plămânii, dar implică plămânii în mod indirect, prin intermediul altor locuri afectate. Unii paraziți, în special cei aparținând genurilor Ascaris și Strongyloides, stimulează o puternică reacție eozinofilică, putând avea drept urmare o pneumonie eozinofilică. În alte infecții, cum este malaria, implicarea plămânilor este consecința unei inflamații sistemice induse de citokine. În țările dezvoltate, aceste infecții sunt cel mai frecvente în rândul persoanelor care se întorc din călătorii sau în rândul imigranților. La nivel mondial, aceste infecții sunt cel mai frecvente în rândul persoanelor imunodeficitare.

### Idiopatică
Pneumonia interstițială idiopatică sau pneumonia neinfecțioasă reprezintă o categorie de boli pulmonare difuze. Acestea includ: leziunile alveolare difuze, pneumonia organizată, pneumonia interstițială nespecifică, pneumonia interstițială limfoidă, pneumonia interstițială descuamativă, bolile pulmonare interstițiale asociate cu bronhiolită și pneumonia interstițială comună.

## Fiziopatologie

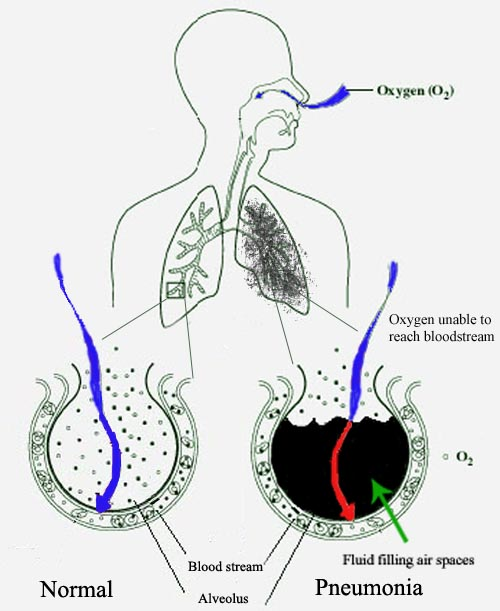
Pneumonia umple alveolele plămânilor cu fluid, împiedicând oxigenarea. Alveola din partea stângă este normală, în timp ce alveola din partea dreaptă este plină cu fluid din pneumonie.

Pneumonia debutează, frecvent, ca o infecție a tractului respirator superior, care se deplasează în tractul respirator inferior.

### Virală
Virusurile pot ajunge la plămâni pe diverse căi. Virusul sincițial respirator este de regulă contractat atunci când oamenii intră în contact cu obiecte contaminate și apoi își ating nasul sau ochii. O altă infecție virală are loc atunci când se inhalează pe nas sau gură picături mici contaminate, purtate de aer. Odată ajunse în tractul respirator superior, virusurile pot ajunge la plămâni, unde invadează celulele ce căptușesc căile respiratorii, alveolele sau parenchimul pulmonar. Anumite virusuri, ca de exemplu cele care provoacă pojarul sau herpesul simplex, pot ajunge în plămâni prin sânge. Invazia plămânilor poate duce la grade variate de moarte a celulelor. Atunci când sistemul imunitar reacționează la infecție, plămânii pot fi afectați și mai mult. Celulele albe din sânge, mai ales celulele mononucleare, generează în principal inflamația. Pe lângă faptul că afectează plămânii, multe virusuri afectează în mod simultan și alte organe perturbând astfel alte funcții ale organismului. De asemenea, virusurile fac ca organismul să fie mai predispus la infecții bacteriene; astfel, pneumonia bacteriană poate apărea ca o boală comorbidă.

### Bacteriană
Majoritatea bacteriilor pătrund în plămâni prin aspirarea unor organisme mici, aflate în gât sau nas. Jumătate dintre oamenii normali manifestă astfel de aspirații în timpul somnului. În timp ce în gât se găsesc întotdeauna bacterii, cele potențial infecțioase sunt prezente numai în anumite momente și condiții. Câteva tipuri de bacterii, cum ar fi Mycobacterium tuberculosis și Legionella pneumophila, pot ajunge în plămâni prin intermediul unor picături mici contaminate, purtate de aer. Bacteriile se pot răspândi prin sânge. Odată ajunse în plămâni, bacteriile pot invada spațiile dintre celule și dintre alveole, unde macrofagele și neutrofilele (celulele albe din sânge cu rol defensiv) încearcă să anihileze bacteriile. De asemenea, neutrofilele eliberează citokine, determinând astfel o activare generală a sistemului imunitar. Acest lucru duce la febră, frisoane și oboseală, întâlnite în pneumonia bacteriană. Neutrofilele, bacteriile și lichidul din vasele de sânge înconjurătoare umplu alveolele, rezultând acumularea ce apare la radiografie.

## Diagnostic
Pneumonia este de regulă diagnosticată pe baza unei combinații de semne fizice și o radiografie toracică. Cu toate acestea, cauza principală poate fi dificil de confirmat, deoarece nu există un test definitiv, capabil să diferențieze între originea bacteriană și cea non-bacteriană. Organizația Mondială a Sănătății a definit pneumonia la copii ca fiind clinic bazată ori pe tuse sau dificultate la respirație și o respirație rapidă, o retracție  a toracelui, sau un nivel scăzut de conștiență. O respirație rapidă înseamnă peste 60 de respirații pe minut la copiii mai mici de 2 luni, 50 de respirații pe minut la copii cu vârsta între 2 luni și 1 an, sau mai mare de 40 de respirații pe minut la copiii între 1 și 5 ani. La copii, respirația rapidă și retracția toracelui sunt mai Precizie și specificitate/precise decât depistarea ralurilor crepitante la auscultația cu stetoscopul.
La adulți, investigațiile nu sunt de regulă necesare în cazurile ușoare : există un risc foarte scăzut de pneumonie atunci când toate semnele vitale și auscultația sunt normale. În cazul persoanelor ce necesită internare, se recomandă  oximetria pulsului, radiografie toracică și teste sanguine, inclusiv hemoleucograma, electroliții serici, nivelul proteinei C reactive și posibil analize la ficat. Diagnosticul unei boli de tipul gripei poate fi stabilit pe baza semnelor și simptomelor; cu toate acestea, o infecție gripală trebuie confirmată prin analize. Astfel, tratamentul este adesea bazat pe prezența gripei în comunitate sau pe un test rapid de gripă.

### Examenul fizic
Examinarea fizică poate descoperi uneori presiune sanguină scăzută, ritm cardiac rapid sau saturație de oxigen scăzută. Ritmul respirator poate fi mai rapid decât cel normal, iar acest lucru se poate manifesta cu o zi sau două înainte de alte semne. Toracelui poate părea normal la examinare, însă poate prezenta o expansiune scăzută pe partea afectată. Zgomotele respiratorii aspre provenite din căile respiratorii mai largi, transmise prin plămânul inflamat, sunt calificate drept respirație bronșică, și se aud la auscultația cu stetoscopul. Ralurile crepitante (ralurile) se pot auzi în zona afectată în timpul  inspirației. Percuția poate fi estompată pe plămânul afectat, iar rezonanța vocală mai degrabă crescută decât scăzută deosebește pneumonia de revărsatul pleural.

### Imagistica

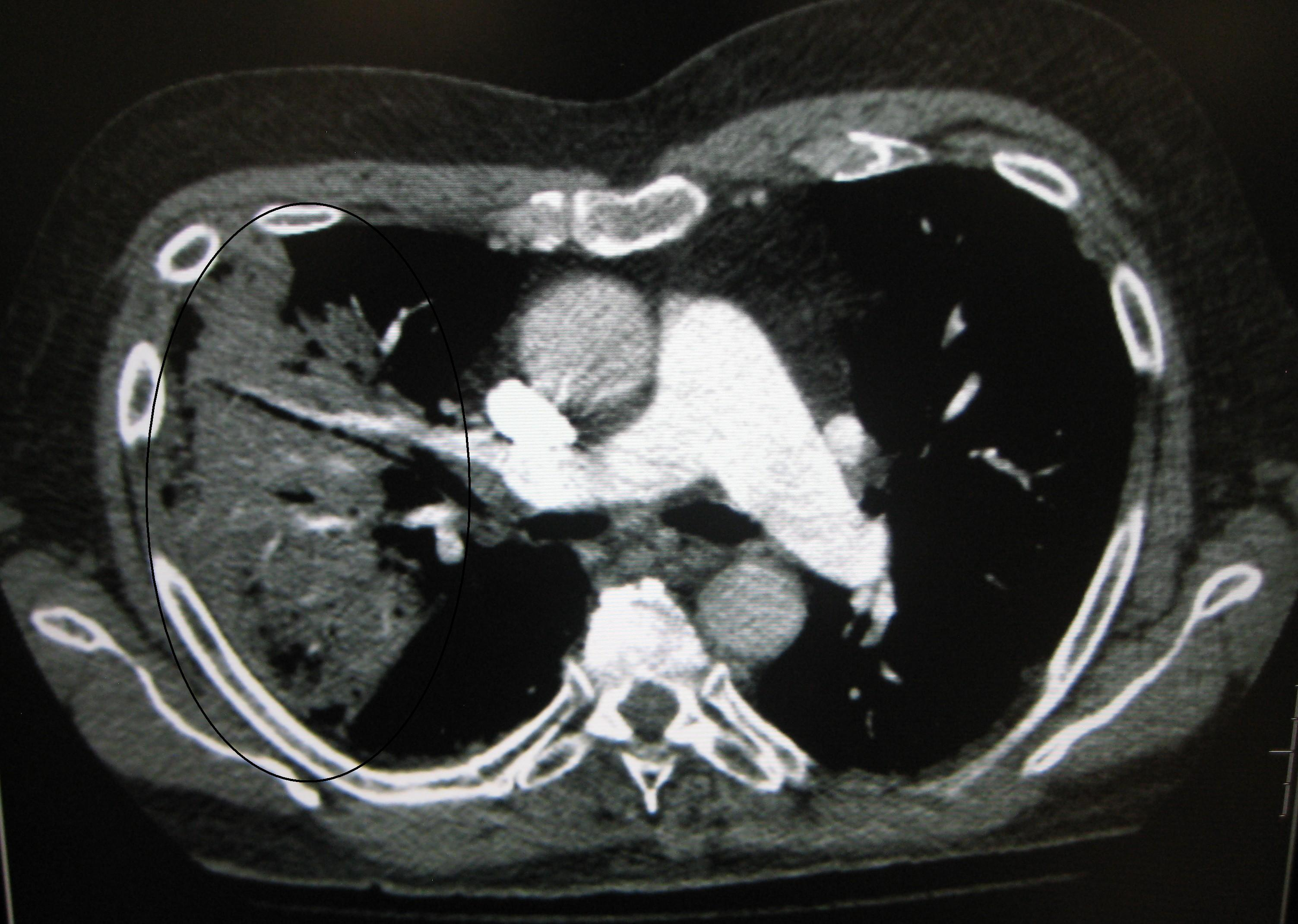
Tomografie toracică în care se vede pneumonia plămânului drept (partea stângă a imaginii).

Radiografia toracică este frecvent utilizată în stabilirea unui diagnostic. La persoanele cu forme mai ușoare, radiografia este necesară numai în cazul celor cu posibile complicații, celor care nu răspund la tratament, sau atunci când cauza este incertă. Dacă o persoană este atât de bolnavă încât necesită spitalizarea, se recomandă o radiografie toracică. Rezultatele nu indică întotdeauna severitatea bolii și nu deosebesc cu siguranță între infecțiile bacteriene și cele virale.
Radiografiile pot clasifica pneumonia drept pneumonie lobară, bronhopneumonie (cunoscută drept pneumonie lobulară), și pneumonie interstițială. Pneumonia bacteriană, existentă în comunitate, prezintă de regulă consolidarea pulmonară a unui lob pulmonar, fiind cunoscută drept pneumonie lobară. Cu toate acestea, rezultatele pot varia, iar alte caracteristici sunt obișnuite în alte tipuri de pneumonie. Pneumonia de aspirație poate prezenta opacități bilaterale mai ales la baza plămânilor și pe partea dreaptă. Este posibil ca în unele cazuri radiografiile pneumoniei virale să pară normale, să aibă un aspect hiper-inflamat sau să pară similare pneumoniei bacteriene cu consolidare lobară. Este posibil ca în stadiile incipiente ale bolii să nu existe semne depistabile radiologic, mai ales în cazul deshidratării; sau pot fi dificil de interpretat în cazul persoanelor obeze sau care au antecedente de afecțiuni pulmonare. O tomografie computerizată poate oferi informații suplimentare în cazurile incerte.

### Microbiologie
La pacienții tratați în comunitate, determinarea agentului patogen nu necesită costuri suplimentare și de obicei acesta nu influențează modul de acțiune. Pentru persoanele care nu răspund la tratament, ar trebui luată în calcul analiza sputei iar analiza pentru Mycobacterium tuberculosis ar trebui efectuată în cazul persoanelor cu tuse cronică productivă. Pot fi recomandate și teste pentru alte organisme specifice în timpul erupțiilor, din motive de sănătate publică. În cazul persoanelor spitalizate pentru boli grave, se recomandă atât analiza sputei, cât și culturi sanguine, precum și analiza urinei pentru antigeni ai bacteriilor Legionella și Streptococcus. Infecțiile virale pot fi confirmate prin detectarea virusului sau antigenilor săi prin intermediul culturii sau  reacției în lanț a polimerazei (PCR), printre alte tehnici. Agentul patogen este determinat numai în 15% din cazuri prin teste microbiologice de rutină.

### Clasificare
Pneumonita se referă la inflamarea plămânului; pneumonia se referă la pneumonita care este cauzată de regulă de o infecție, însă uneori nu este infecțioasă, și care prezintă în plus consolidare pulmonară. Pneumonia este de obicei clasificată în funcție de locul și modalitatea îmbolnăvirii: comunitară, de aspirație, asociată sistemului medical, nosocomială, și pneumonia asociată ventilației. Poate fi clasificată și în funcție de zona plămânului afectată: pneumonie lobară, pneumonie bronșică și pneumonie acută interstițială; sau de organismul care o provoacă. Pneumonia la copii poate fi clasificată adițional pe baza semnelor și simptomelor, drept ușoară, gravă sau foarte gravă.

### Diagnostic diferențial
Există câteva boli ce prezintă semne și simptome similare pneumoniei, ca de exemplu: boala pulmonară obstructivă cronică (BPOC), astm, edem pulmonar, bronșectazie, cancer pulmonar, și embolie pulmonară. Spre deosebire de pneumonie, astmul și BPOC prezintă de regulă wheezing, edemul pulmonar prezintă o electrocardiogramă anormală, cancerul și bronșectazia se manifestă printr-o tuse de durată, iar embolia pulmonară printr-o durere ascuțită în piept și dispnee.

## Prevenție
Prevenția include vaccinare, măsuri legate de mediu și tratamentul adecvat al altor probleme de sănătate. Se crede că, dacă s-ar lua măsuri corespunzătoare de prevenire la nivel global, mortalitatea în rândul copiilor ar putea fi redusă cu 400,000 și dacă tratamentul adecvat ar fi disponibil la nivel mondial, decesele în rândul copiilor s-ar diminua cu încă 600,000.

### Vaccinare
Vaccinarea previne anumite pneumonii bacteriene și virale atât la copii, cât și la adulți.  Vaccinurile antigripale au o oarecare eficiență împotriva tulpinilor virale A și B ale gripei. Centrul pentru Controlul și Prevenția Bolilor (CDC) recomandă vaccinarea anuală pentru fiecare persoană începând cu vârsta de 6 luni. Imunizarea personalului sanitar diminuează riscul răspândirii pneumoniei virale printre pacienți. Atunci când au loc erupții de gripă, medicamente ca amantadina sau rimantadina pot ajuta la prevenirea bolii. Nu se știe dacă zanamivirul sau oseltamivirul sunt eficiente, deoarece compania care produce oseltamivir a refuzat să publice rezultatele testelor clinice pentru o analiză independentă.
Există suficiente dovezi care să susțină utilitatea vaccinărilor împotriva Haemophilus influenzae și Streptococcus pneumoniae. Vaccinarea copiilor împotriva Streptococcus pneumoniae a redus incidența acestor infecții la persoanele adulte, deoarece mulți adulți contactează infecții de la copii. S-a demonstrat că vaccinul pneumococic (Streptococcus pneumoniae), disponibil pentru adulți, scade riscul apariției bolii pneumococice invazive. Există și alte vaccinuri care oferă protecție împotriva pneumoniei, iar printre acestea se numără și cele contra: pertussis, varicelei și rujeolei.

### Alte măsuri preventive
Renunțarea la fumat și reducerea poluării aerului din interiorul locuințelor, cum ar fi în cele în care se gătește cu foc de lemne sau băligar, sunt două măsuri recomandate. În cazul persoanelor adulte sănătoase, fumatul pare să constituie singurul factor major de risc pentru pneumonia pneumococică. Igiena mâinilor și acoperirea gurii atunci când se tușește pot reprezenta, în egală măsură, metode preventive eficiente. Purtarea măștilor chirurgicale de către persoanele bolnave poate împiedica răspândirea bolii.
Tratarea corespunzătoare a bolilor subiacente (cum ar fi HIV/SIDA, diabet zaharat și malnutriție) poate reduce riscul îmbolnăvirii de pneumonie. La copiii sub 6 luni, alăptarea exclusivă la sân reduce atât riscul de îmbolnăvire, cât și severitatea bolii. La persoanele cu HIV/SIDA și un număr de CD4 sub 200 celule/μL, antibioticul trimetoprim/sulfametoxazol scade riscul de pneumocistoză pulmonară și poate fi util și în prevenție la persoanele imunodeprimate, dar care nu sunt infectate cu HIV.
Testarea femeilor însărcinate pentru depistarea streptococului de grup B și Chlamydia trachomatis și administrarea tratamentului cu antibiotic, dacă este necesar, reduc incidența cazurilor de pneumonie la sugari; măsurile de prevenire a transmiterii HIV de la mamă la copil pot fi și ele eficiente. La nou-născuți, aspirarea lichidului amniotic contaminat cu meconiu din gură și din gât nu a indicat o reducere a ratei îmbolnăvirilor de pneumonie de aspirație, dar poate provoca leziuni, astfel că, în majoritatea cazurilor, această procedură nu este indicată. La persoanele în vârstă, igiena orală corectă poate scădea riscul îmbolnăvirii de pneumonie de aspirație.

## Abordare terapeutică
| CURB-65                | CURB-65 |
| Simptom                | Puncte  |
| ---------------------- | ------- |
| Confuzie               | 1       |
| Urea>7 mmol/l          | 1       |
| Rata respriatorie>30   | 1       |
| SBP<90mmHg, DBP<60mmHg | 1       |
| Age>=65                | 1       |

De regulă, antibioticele cu administrare orală, odihna, analgezicele și aportul de lichide sunt suficiente pentru tratarea bolii. Pe de altă parte, persoanele care suferă de alte afecțiuni, persoanele în vârstă sau cele cu dificultăți de respirație pot necesita un tratament mai complex. Dacă simptomele se agravează, pneumonia nu se ameliorează în urma tratamentului ambulatoriu sau apar complicații, poată fi necesară spitalizarea. La nivel mondial, aproximativ 7-13% din cazurile de pneumonie la copii necesită spitalizare, în timp ce în țările dezvoltate, între 22 și 42% dintre adulții care au dobândit boala în comunitate sunt spitalizați. Scorul CURB-65 este util pentru a stabili dacă adulții necesită internare. Pacienții cu scor 0 sau 1 pot fi tratați, de regulă, acasă, pacienții cu scor 2 necesită o spitalizare de scurtă durată sau o monitorizare atentă, iar pacienții cu scor 3-5 trebuie internați în spital. Copiii cu detresă respiratorie sau cu o saturație a oxigenului mai mică de 90% trebuie spitalizați. Utilitatea fizioterapiei respiratorii nu a fost încă stabilită. Ventilația non-invazivă poate fi benefică în cazul pacienților internați într-o unitate de terapie intensivă. Medicamentele contra tusei eliberate fără prescripție medicală nu s-au dovedit eficiente, iar acest lucru este valabil și în cazul administrării de zinc la copii. Nu există suficiente dovezi în ceea ce privește eficiența mucoliticelor.

### Pneumonia bacteriană
Antibioticele îmbunătățesc evoluția bolii la pacienții cu pneumonie bacteriană. Alegerea antibioticului depinde, în primă instanță, de trăsăturile caracteristice ale persoanei afectate, respectiv vârsta, starea de sănătate și locul de unde a fost dobândită infecția. În Regatul Unit, tratamentul empiric cu amoxicilină este recomandat ca tratament de elecție pentru pneumonia dobândită în comunitate, cu doxiciclină sau claritromicină ca medicație alternativă. În America de Nord, unde formele „atipice” de pneumonie dobândită în comunitate sunt mai frecvente, macrolidele (cum ar fi azitromicina sau eritromicina) și doxiciclina au înlocuit amoxicilina în tratamentul ambulatoriu de elecție la adulți. La copiii cu simptome ușoare sau moderate, amoxicilina rămâne tratamentul de elecție. Utilizarea fluorochinolonelor în cazurile de pneumonie fără complicații nu este recomandată, din cauza faptului că pot apărea efecte secundare și se poate dezvolta rezistența la medicamente, iar beneficiile clinice nu sunt semnificative. Tratamentul durează, de regulă, între șapte și zece zile, dar tot mai multe dovezi indică faptul că un tratament cu o durată mai scurtă (trei până la cinci zile) este la fel de eficient. Medicamentele recomandate pentru pneumonia dobândită în spital includ  cefalosporine de generația a III-a sau a IV-a, carbapeneme, fluorochinolone, aminoglicozide și vancomicina. Aceste antibiotice sunt administrate adesea intravenos și utilizate în combinație. În peste 90% dintre cazuri, starea pacienților spitalizați se ameliorează cu antibioticele inițiale.

### Pneumonia virală
Inhibitorii de neuraminidază pot fi utilizați în tratamentul pneumoniei virale cauzate de virusuri gripale (gripa de tip A și gripa de tip B). Nu există antivirale specifice recomandate pentru alte tipuri de pneumonii virale dobândite în comunitate,  inclusiv cele provocate de  coronavirus SARS, adenovirus, hantavirus și virus parainfluenza. Gripa de tip A poate fi tratată cu rimantadină sau amantadină, în timp ce gripa de tip A sau B poate fi tratată cu oseltamivir, zanamivir sau peramivir. Aceste medicamente sunt mai eficiente dacă tratamentul este instaurat în termen de 48 de ore de la debutul simptomelor. Multe tulpini ale gripei de tip A H5N1, cunoscută și sub numele de gripă aviară sau „pestă aviară”, s-au dovedit rezistente la rimantadină și amantadină. Există specialiști care recomandă administrarea de antibiotice în cazurile de pneumonie virală, întrucât apariția unei infecții bacteriene este imposibil de eliminat. British Thoracic Society recomandă ca antibioticele să nu fie administrate pacienților cu forme moderate ale bolii. Utilizarea corticosteroizilor este controversată.

### Pneumonia de aspirație
Pneumonia de aspirație este tratată, de regulă, cu antibiotice recomandate exclusiv pentru pneumonia ab ingestis. Alegerea antibioticului va depinde de anumiți factori, inclusiv organismul suspectat a constitui cauza îmbolnăvirii, dar și mediul din care a fost dobândită boala, respectiv din comunitate sau din mediul spitalicesc. Cele mai comune opțiuni includ clindamicina, o combinație între un antibiotic beta-lactam și metronidazol sau o aminoglicozidă.
Corticosteroizii sunt uneori utilizați în pneumonia de aspirație, dar există puține dovezi care să susțină eficiența acestora.

## Prognostic
Sub tratament, cele mai multe tipuri de pneumonie bacteriană se ameliorează în 3–6 zile. Sunt necesare câteva săptămâni pentru ca majoritatea simptomelor să dispară. Rezultatul radiografiei pulmonare devine negativ în patru săptămâni, iar mortalitatea este scăzută (sub 1%). La pacienții în vârstă sau cu alte probleme pulmonare, recuperarea poate dura peste 12 săptămâni. La pacienții care necesită spitalizare, rata mortalității poate ajunge până la 10%, iar la cei internați în unitățile de terapie intensivă, aceasta poate fi de 30–50%. Pneumonia este cea mai frecventă infecție dobândită în spital care se soldează cu deces. Înainte de apariția antibioticelor, mortalitatea atingea, de regulă, 30% în cazul pacienților spitalizați.
Pot apărea complicații mai ales la pacienții vârstnici sau la cei cu alte probleme de sănătate. Aceste complicații pot include, printre altele: empiem, abces pulmonar, bronhiolită obliterantă, sindrom de detresă respiratorie acută, sepsis și agravarea celorlalte probleme de sănătate.

### Criterii de predicție clinică
Criteriile de predicție clinică au fost definite pentru a permite un prognostic mai obiectiv al evoluției cazurilor de pneumonie. Aceste criterii sunt adesea utilizate pentru a decide dacă bolnavul va fi spitalizat sau nu.
- Indice de severitate al pneumoniei (sau scor PSI)[22]
- Scorul CURB-65, care ține cont de severitatea simptomelor, de celelalte probleme de sănătate și de vârstă[77]

### Revărsat pleural, empiem și abces

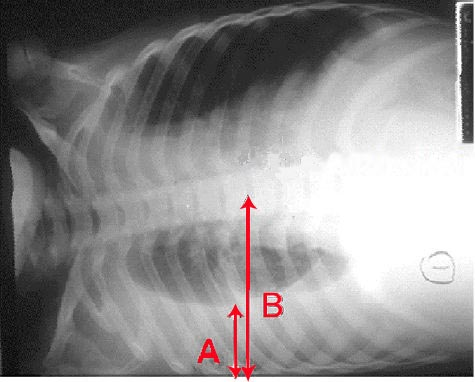
Revărsat pleural: așa cum apare pe radiografia toracică. Săgeata A indică acumularea de lichid intrapleural în partea dreaptă a toracelui. Săgeata B indică lățimea plămânului drept. Volumul plămânului este redus datorită lichidului care s-a acumulat în jurul său.

În cazurile de pneumonie poate apărea acumularea de lichid în spațiul din jurul plămânului. Uneori, acest lichid poate fi infectat cu microorganisme, care produc empiem. Pentru a deosebi empiemul de revărsatul parapneumonic  simplu, care este mult mai des întâlnit, se poate preleva o probă de lichid cu ajutorul unui ac (toracocenteză), care se examinează. Dacă analiza indică prezența empiemului, este necesar să se facă drenajul complet al lichidului, de obicei cu ajutorul unui cateter de drenaj. În cazurile grave de empiem poate fi necesară operația chirurgicală. Dacă lichidul infectat nu este drenat, infecția poate persista, deoarece antibioticele nu pătrund bine în cavitatea pleurală. În cazul în care lichidul este steril, drenajul este necesar numai dacă există simptome sau dacă nu se vindecă.
Mai rar, bacteriile din plămâni formează o pungă de lichid infectat denumită abces pulmonar. De obicei, abcesele pulmonare pot fi investigate prin radiografie toracică dar, de multe ori, pentru confirmarea diagnosticului este nevoie de tomografie toracică. Abcesele se produc în special în cazurile de pneumonie prin aspirație și de multe ori conțin mai multe tipuri de bacterii. De obicei, pentru tratamentul abcesului pulmonar se administrează antibiotice pe termen lung, dar uneori abcesul trebuie drenat cu ajutorul chirurgului sau al medicului radiolog.

### Insuficiența respiratorie și circulatorie
Pneumonia poate provoca insuficiența respiratorie, declanșând sindromul de insuficiență respiratorie acută (S.I.R.A.), care este rezultatul combinației dintre infecție și reacția inflamatorie. Plămânii se umplu repede cu lichid și devin rigizi. Din cauza acestei rigidități, la care se adaugă dificultăți severe de a extrage oxigenul, cauzate de lichidul alveolar, poate fi nevoie de ventilație pulmonară artificială automată îndelungată, care să asigure supraviețuirea.
Septicemia reprezintă o posibilă complicație a pneumoniei, dar apare în special la persoanele cu imunitate slabă sau cu hiposplenie. Microorganismele prezente cel mai adesea în septicemie sunt Streptococcus pneumoniae, Haemophilus influenzae și Klebsiella pneumoniae. Printre cauze mai poate fi luat în considerare și infarctul miocardic sau embolia pulmonară.

## Epidemiologie
| no data <100 100–700 700–1400 1400–2100 2100–2800 2800–3500 | 3500–4200 4200–4900 4900–5600 5600–6300 6300–7000 >7000 |

O hartă a lumii cu o porțiune evidentă de culoare roșu închis în Africa, porțiuni de culoare portocalie în Asia și America de Sud și galbene în Europa și în America de Nord. Rata deceselor Standardizată după vârstă: infecții ale tractului respirator inferior la 100.000 de locuitori în anul 2004.
no data
<100
100–700
700–1400
1400–2100
2100–2800
2800–3500
3500–4200
4200–4900
4900–5600
5600–6300
6300–7000
>7000

Pneumonia este o boală des întâlnită, care afectează aproximativ 450 de milioane de oameni pe an, prezentă în toate părțile lumii. Pneumonia reprezintă o cauză majoră a deceselor la toate grupele de vârstă, soldată cu 4 milioane de decese (7% din numărul total al deceselor din lume) anual. Rata deceselor este mai mare la copiii cu vârste sub cinci ani și la adulții cu vârste peste 75 de ani. Pneumonia este mai frecventă de aproximativ cinci ori în țările în curs de dezvoltare decât în țările dezvoltate. Pneumonia virală reprezintă aproximativ 200 de milioane de cazuri. În S.U.A., pneumonia reprezenta în anul 2009 a opta  cauză a deceselor.

### Copii
În anul 2008 pneumonia a afectat aproximativ 156 milioane de copii (151 milioane în țările în curs de dezvoltare și 5 milioane în țările dezvoltate). A avut ca rezultat 1,6 milioane de decese, adică  28–34% din numărul total al deceselor la copiii cu vârste sub cinci ani, din care 95% s-au produs în țările în curs de dezvoltare. Printre țările cel mai greu lovite de această boală se numără:  India (43 de milioane), China (21 de milioane) și Pakistan (10 milioane). Pneumonia este principala cauză a deceselor la copiii din țările cu venituri mici. Multe dintre aceste decese au loc la nou-născuți. Organizația Mondială a Sănătății estimează că unul din trei decese la copiii nou-născuți este cauzat de pneumonie. Teoretic, aproximativ jumătate din aceste decese pot fi prevenite, deoarece sunt cauzate de bacterii pentru care există un vaccin eficient.

## Istoric

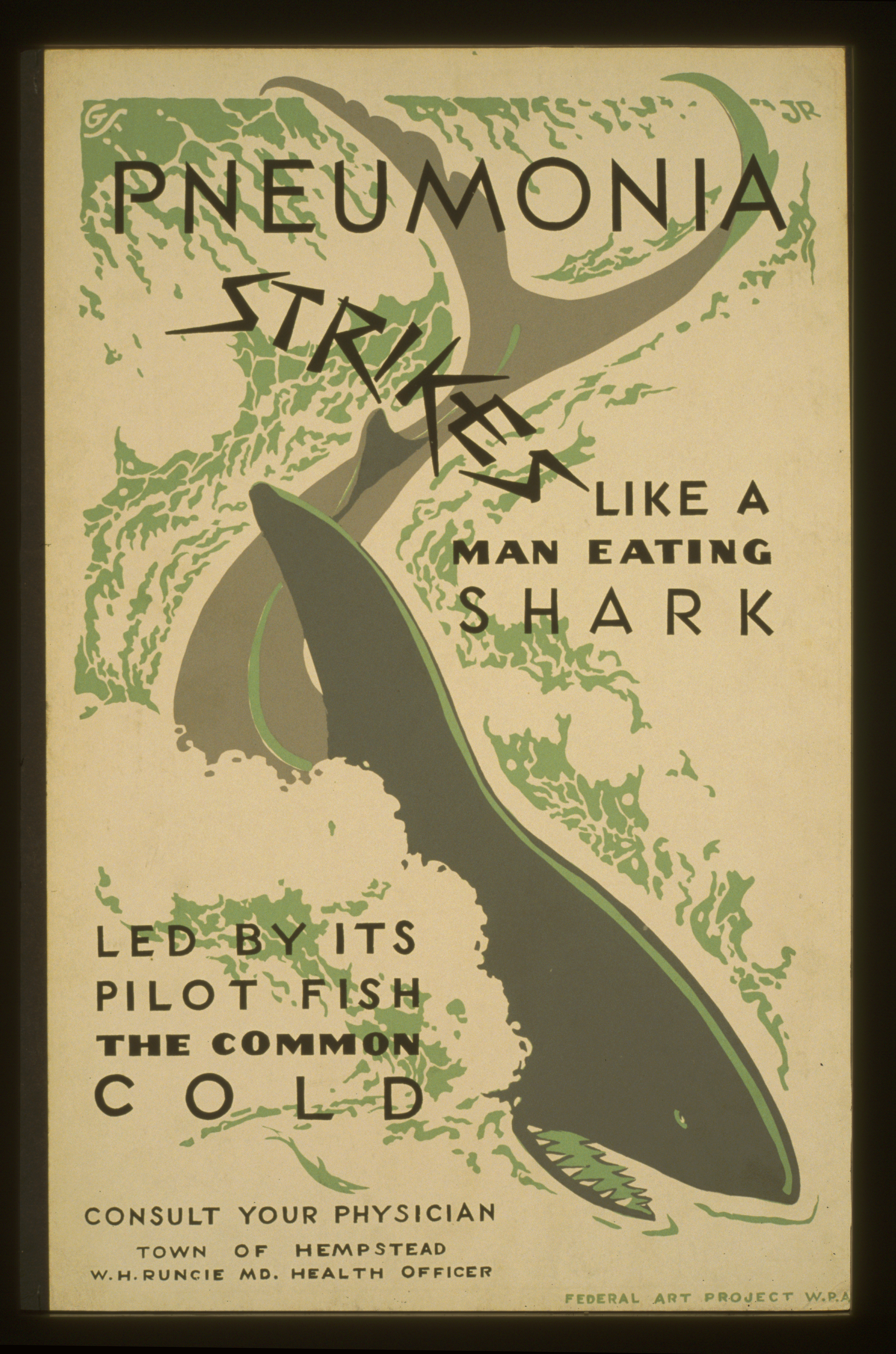
Un afiș WPA (1936/1937) cu un rechin în mijloc, pe care scrie „Pneumonia lovește ca un rechin mâncător de oameni condus de peștele pilot numit guturai”

Pneumonia este o boală des întâlnită în istoria omenirii. Simptomele pneumoniei au fost descrise de Hippocrate (c. 460 î.d.H. – 370 î.d.H.):„Peripneumonia și afecțiunile pleurale se recunosc după următoarele semne: dacă prezintă febră acută și dureri în oricare parte sau în ambele părți, tuse când expiră și expectorație de culoare gălbuie sau pală sau subțiată, cu spumă și roșiatică sau dacă prezintă orice alt semn neobișnuit ... Atunci când pneumonia atinge faza culminantă, bolnavul nu poate fi vindecat dacă nu este purificat. Starea este gravă dacă bolnavul are dispnee și urina puțină și cu miros înțepător și dacă transpiră la ceafă și la cap. Acea transpirație nu e bună, deoarece provine de la sufocare, raluri și violența bolii, care pune stăpânire pe el.” Hippocrate se referea însă la pneumonie ca la o boală „cunoscută de strămoși”. De asemenea, el relata rezultatele drenajului chirurgical al empiemelor. Maimonides (1135–1204 d.H.) observa: „Principalele simptome care apar la pneumonie și care nu lipsesc niciodată sunt următoarele: febră acută, durere înțepătoare pleurală într-o parte, respirație scurtă și rapidă, puls accelerat și tuse.” Această descriere clinică este destul de asemănătoare celor care se găsesc în manualele moderne și reflectă nivelul cunoștințelor medicale din Evul Mediu până în secolul al XIX-lea.
Edwin Klebs a fost primul care a observat bacteriile din căile respiratorii ale persoanelor care mureau de pneumonie, în anul 1875. Prima lucrare în care erau identificate cele două bacterii care cauzează în general pneumonia, Streptococcus pneumoniae și Klebsiella pneumoniae, a fost realizată de Carl Friedländer și Albert Fränkel în anii 1882 și respectiv 1884. Prima lucrare a lui Friedländer prezenta colorația Gram, o analiză de laborator fundamentală, care se folosește și în prezent, pentru a identifica și clasifica bacteriile. Lucrarea lui Christian Gram, în care se descrie această procedură, din anul 1884, a contribuit la deosebirea celor două bacterii și a arătat că pneumonia poate fi cauzată de mai mult decât un singur microorganism.
În anul 1918, Sir William Osler, cunoscut ca „părintele medicinei moderne”, caracteriza decesul și neputința provocată de pneumonie, drept „căpetenia morții”, deoarece depășise tuberculoza în rândul principalelor cauze ale deceselor din vremea sa. Această expresie a fost consacrată de John Bunyan, atunci când se referea la „cașexie” (tuberculoză). De asemenea, Osler descria pneumonia ca „prietenul omului bătrân”, deoarece de multe ori moartea era rapidă și lipsită de durere, spre deosebire de multe feluri de a muri, lente și mai dureroase.
Evoluția din secolul al XX-lea a îmbunătățit soarta bolnavilor de pneumonie. Odată cu descoperirea penicilinei și a altor antibiotice, cu tehnicile chirurgicale moderne și terapia intensivă din secolul al XX-lea , mortalitatea cauzată de pneumonie, care ajunsese la 30%, a scăzut rapid în țările dezvoltate. În 1988 a început vaccinarea bebelușilor împotriva bacteriei Haemophilus influenzae tip B, conducând la o reducere spectaculoasă a îmbolnăvirilor în scurt timp după aceea. Vaccinarea împotriva pneumococului Streptococcus pneumoniae la adulți a început în anul 1977 iar la copii în 2000, rezultatul fiind o descreștere spectaculoasă.

## Societatea și cultura
Dată fiind povara grea impusă de această boală în țările în curs de dezvoltare și conștientizarea relativ redusă a bolii în țările dezvoltate, comunitatea globală pentru sănătate a declarat ziua de 12 noiembrie Ziua Mondială de Luptă împotriva Pneumoniei, pentru ca cetățenii și factorii decidenți să ia măsuri de combatere a acestei boli. Costurile economice globale ale pneumoniei dobândite în comunitate au fost estimate la 17 miliarde $.